# Gmina Kołczygłowy
Die Gmina Kołczygłowy ist eine Landgemeinde im Powiat Bytowski der Woiwodschaft Pommern in Polen. Ihr Sitz ist das gleichnamige Dorf (deutsch Alt Kolziglow, kaschubisch Kòłczëgłowë) mit etwa 1000 Einwohnern.

## Geographie
Die Gemeinde liegt in Hinterpommern im Westen der Woiwodschaft Pommern. Etwa 30 Kilometer nördlich liegt Słupsk (Stolp), etwa 20 Kilometer südöstlich liegt die Nachbarstadt Bytów (Bütow). Sie umfasst 173,34 km² mit etwa 4200 Einwohnern.
Mehrere Flüsse durchziehen das Gemeindegebiet. Im Osten ist es die Słupia (Stolpe), im Südosten die Kamienica (Kamenz), im Südwesten die Pokrzywa (Krumme) und im Nordwesten die Rybie (Rippbach). Das östliche Gemeindegebiet gehört dabei zum Landschaftsschutzpark Stolpetal (Park Krajobrazowy Dolina Słupi).
Nachbargemeinden der Gmina Kołczygłowy sind:
- Borzytuchom (Borntuchen), Miastko (Rummelsburg), Trzebielino (Treblin) und Tuchomie (Groß Tuchen) sowie das im Powiat Słupski gelegene Dębnica Kaszubska (Rathsdamnitz).

## Partnerschaft
Seit dem 26. November 2005 besteht zwischen der Gmina Kołczygłowy und der Stadt Rethem (Aller) in Niedersachsen (Deutschland) ein Partnerschaftsverhältnis.

## Gliederung
Zur Landgemeinde gehören 16 Orte mit Schulzenamt, denen weitere Ortschaften eingegliedert sind.

### Orte mit Schulzenamt
| - Barkocin (Barkotzen) - Barnowiec (Reinfeld) - Barnowo (Barnow) - Darżkowo (Darsekow) - Gałąźnia Mała (Klein Gansen) - Gałąźnia Wielka (Groß Gansen) - Jezierze (Vorwerk Karlshof) - Kołczygłówki (Neu Kolziglow) | - Kołczygłowy (Alt Kolziglow) - Łobzowo (Seehof) - Łubno (Lubben) - Podgórze (Karlswalde) - Radusz (Reddies) - Wądół (Charlottenthal) - Wierszyno (Versin) - Witanowo (Franzdorf) |

### Weitere Ortschaften
| - Barnowski Młyn (Barnower Mühle) - Dobojewo (Franzhof) - Gęślice (Elisenhöhe) - Grępno - Górki (Merino Schäferei) - Jasionka (Jassonke) - Klęskowo - Laski (Latzig) - Miłobądź (Sophienthal) - Nowa Jasionka (Neu Jassonke) | - Nowe Łubno (Neu Lubben) - Przyborze (Lindenbusch) - Pustka (Putsch) - Różki - Sierowo - Świelubie (Friedrichsthal) - Wierszynko (Versiner Mühle) - Zatoki |

Das Dorf Zagony (Neufeld) wurde zum 1. Januar 2010 aus der Gmina Kołczygłowy in die Gmina Tuchomie umgemeindet.

## Verkehr
Durch die Gemeinde führen die Woiwodschaftsstraße DW209 mit Anschluss an die Landesstraße DK21 Słupsk–Miastko und zahlreiche kleinere Straßen.
Die Bahnstationen Kołczygówki (Neu Kolziglow) und Barnowo (Barnow) der PKP-Linie 212 von Lipusz (Lippusch) über Bytów (Bütow) nach Korzybie (Zollbrück) gehören zur Gemeinde. Die Strecke wurde 1883/1884 eröffnet und 1991 für den Personenverkehr geschlossen.